# Culicoides ribeiroi
Culicoides ribeiroi är en tvåvingeart som beskrevs av Lemble 1991. Culicoides ribeiroi ingår i släktet Culicoides och familjen svidknott.
Artens utbredningsområde är Portugal. Inga underarter finns listade i Catalogue of Life.